# 3-Éthylhexane
Le 3-Éthylhexane ou simplement éthylhexane (il ne peut y avoir structurellement d'autre éthylhexane) est un hydrocarbure saturé de la famille des alcanes de formule C8H18. Il est un des dix-huit isomères de l'octane.